# اداگال
اداگال (به انگلیسی: Adagal) یک روستا در هند است که در کارناتاکا واقع شده‌است.